# Khasekhemwy
Khasekhemwy a fost ultimul faraon al celei de-a doua dinastii din Egipt. Nu se știe prea multe despre el, în afară de faptul că a condus mai multe campanii militare semnificative și a construit fortul de noroi cunoscut sub numele de Shunet El Zebib. Faraonul Khasekhemwy a domnit 17,5 ani aproape 18 ani întregi.